# دیدارهای فوتبال ایران و کامرون
تیم ملی ایران و تیم ملی کامرون تاکنون ۴ بار در مقابل یکدیگر قرار گرفته‌اند. حاصل این بازیها، ۳ مساوی و یک برد برای تیم ملی کامرون بوده است.
در این بازیها جمعاً ۵ گل به ثمر رسیده است که ۲ گل سهم تیم ایران و ۳ گل سهم تیم کامرون می‌باشد.
هر چهار دیدار بین این دو تیم غیر رسمی بوده و این دو تیم هیچگاه در یک بازی رسمی به مصاف هم نرفته‌اند.

## اولین بازی
اولین بازی بین این دو تیم در تاریخ ۱۱ بهمن ۱۳۶۱ در چارچوب جام نهرو در شهر کوچی، هند به مصاف هم رفتند که این دیدار با تساوی بدون گل به پایان رسید.

## بهترین برد
در تنها دیدار دو تیم که برنده داشت، آخرین بازی دو تیم بود که کامرون در این دیدار ۲ بر ۱ پیروز شد.

## بررسی کلی بازیها
| بردهای ایران  | ۰ بازی |              | گل‌های ایران | ۲ گل                             |        | بازی‌های برگزار شده در ایران | ۲ بازی |
| مساوی         | ۳ بازی | گل‌های کامرون | ۳ گل        | بازی‌های برگزار شده در کشور بی‌طرف | ۲ بازی |                             |        |
| بردهای کامرون | ۱ بازی |              |             | بازی‌های برگزار شده در کامرون     | ۰ بازی |                             |        |
| مجموع بازی‌ها  | ۴ بازی | مجموع گل‌ها   | ۵ گل        | مجموع بازی‌ها                     | ۴ بازی |                             |        |

## عنوان بازیها
| #   | عنوان بازی   | تعداد بازی | برد ایران | برد کامرون | مساوی |
| --- | ------------ | ---------- | --------- | ---------- | ----- |
| ۱   | بازی دوستانه | ۲          | ۰         | ۰          | ۲     |
| ۲   | جام نهرو     | ۱          | ۰         | ۰          | ۱     |
| ۳   | جام ال‌جی     | ۱          | ۰         | ۱          | ۰     |
| جمع | جمع          | ۴          | ۰         | ۱          | ۳     |

## میزبان و میهمان
| بازیهایی که در ایران برگزار شده است       | بازیهایی که در ایران برگزار شده است | بازیهایی که در ایران برگزار شده است | بازیهایی که در ایران برگزار شده است |
| تیم                                       | برد                                 | مساوی                               | باخت                                |
| ----------------------------------------- | ----------------------------------- | ----------------------------------- | ----------------------------------- |
| ایران                                     | ۰                                   | ۲                                   | ۰                                   |
| کامرون                                    | ۰                                   | ۲                                   | ۰                                   |
| بازیهایی که در کامرون برگزار شده است      |                                     |                                     |                                     |
| تیم                                       | برد                                 | مساوی                               | باخت                                |
| ایران                                     | ۰                                   | ۰                                   | ۰                                   |
| کامرون                                    | ۰                                   | ۰                                   | ۰                                   |
| بازیهایی که در کشوری بی‌طرف برگزار شده است |                                     |                                     |                                     |
| تیم                                       | برد                                 | مساوی                               | باخت                                |
| ایران                                     | ۰                                   | ۱                                   | ۱                                   |
| کامرون                                    | ۱                                   | ۱                                   | ۰                                   |

## فهرست کلی بازیها
| # | تاریخ      | نتیجه بازی         | ورزشگاه / شهر             | عنوان بازیها  | منبع  |
| - | ---------- | ------------------ | ------------------------- | ------------- | ----- |
| ۴ | ۱۳۸۲/۳/۹   | ایران ۱ - ۲ کامرون | آبوجا، نیجریه، ملی آبوجا  | جام ال‌جی ۲۰۰۳ | [ ۲ ] |
| ۳ | ۱۳۷۱/۷/۱۲  | ایران ۰ - ۰ کامرون | تهران، ایران، آزادی       | بازی دوستانه  | [ ۳ ] |
| ۲ | ۱۳۷۱/۷/۱۰  | ایران ۱ - ۱ کامرون | تهران، ایران، آزادی       | بازی دوستانه  | [ ۴ ] |
| ۱ | ۱۳۶۱/۱۱/۱۱ | ایران ۰ - ۰ کامرون | کوچی، هند، جواهر لعل نهرو | جام نهرو      | [ ۵ ] |